# Chamoux-sur-Gelon
Chamoux-sur-Gelon este o comună în departamentul Savoie din sud-estul Franței. În 2009 avea o populație de 866 de locuitori.

## Evoluția populației
| An        | 1975 | 1982 | 1990 | 1999 | 2006 | 2009 |
| --------- | ---- | ---- | ---- | ---- | ---- | ---- |
| Populație | 518  | 600  | 639  | 678  | 797  | 866  |